# Heizkraftwerk Hagen-Kabel
Das Heizkraftwerk Hagen-Kabel ist ein mit Erdgas-/Erdöl befeuertes Heizkraftwerk in Hagen-Kabel mit einer Gesamtleistung von 235 MW. 1981 wurde es in Betrieb genommen. Es verfügt über zwei Gasturbinen mit einer Leistung von 96 MW und 80 MW sowie einer nachgeschalteten Dampfturbine mit 75 MW Leistung. Die Dampfturbine und die 80 MW-Gasturbine wurden von BBC, die 96 MW-Gasturbine, welche 2004 erneuert wurde, von Alstom geliefert. Der Schornstein des Heizkraftwerks Hagen-Kabel ist 96,5 Meter hoch.
Betreiber des Kraftwerks ist das Energieversorgungsunternehmen Mark-E. Neben Strom liefert das Kraftwerk Prozessdampf für die Papierfabrik Kabel Premium Pulp & Paper GmbH und Fernwärme zum Heizen für ein anliegendes Druck- und Verlagszentrum.
In der Kraftwerksliste der BNetzA sind die beiden Einheiten als "vorläufig stillgelegt" gekennzeichnet, analog auch im Marktstammdatenregister.